# 橘家圓蔵 (7代目)
七代目 橘家 圓蔵（たちばなや えんぞう、1902年3月23日 - 1980年5月11日）は、落語家。生前は落語協会所属。本名∶市原 虎之助。出囃子∶「お江戸日本橋」。通称「明舟町の圓蔵」。

## 来歴
神奈川県横浜市生まれ。4歳で父が亡くなり、その後はあちこちを転々とした。1912年に初めて奉公したのち職を次々と変えた。畳屋、弁当屋、八百屋、貿易商会などで働き、外国航路船のボーイをしていたこともある。
1923年7月に八代目桂文楽に入門し桂文雀を名乗る。入門してすぐの9月に関東大震災が発生し、関東の寄席や仕事が激減し、仕方なく文楽一門ですいとん屋を営んだが、すいとん屋に嫌気がさして逃げ出した。しかし震災で行く当てもなく謝罪し復帰した。その後も、師匠文楽の金を日常的に盗んでいたこと、落語家達の間で広まっていた文楽の当時の妻の悪い噂を文楽に伝えたことなどから破門を繰り返される。
1924年から1925年ころに四代目鈴々舎馬風の紹介で七代目柳家小三治（後の七代目林家正蔵）一門に移籍し柳家治助を名乗るが、師匠小三治に冷遇され2年後に破門される。一時噺家を辞め、寄席で奇術の手伝いや吉原の妓夫太郎、名古屋や大阪で幇間をするなどさまざまな職に就いた。1930年ころに文楽一門に復帰し噺家に戻った。その後、再び名古屋で桜川三平として幇間をしたが、戦争で幇間が出来なくなり1941年に二ツ目として三度文楽一門で出直した。
1946年3月に四代目月の家圓鏡を襲名し、真打昇進。1953年3月に七代目橘家圓蔵襲名。この7代目圓蔵襲名に際しては六代目三遊亭圓生から『一代限り』の約束で圓蔵の名跡を借りていたという。
1978年5月、六代目三遊亭圓生が引き起こした落語協会分裂騒動で圓生一門、三代目古今亭志ん朝一門と圓蔵一門と弟子五代目月の家圓鏡一門と共に落語協会を脱退するが、後に圓生一門を除いて落語協会に復帰した。
1980年5月11日、死去。78歳没。同年9月には三平もがんのため急死した。その死没の2年後には早くも五代目圓鏡が八代目圓蔵を襲名する。

## 芸歴
- 1923年
  - 7月 - 八代目桂文楽に入門、「文雀」を名乗る。
  - 9月 - 破門、その後復帰。
- その後も破門を繰り返される。
- 1924年 - 七代目柳家小三治一門に移籍、「治助」を名乗る。
- 1926年 - 破門される。
- 1930年 - 文楽一門に復帰、噺家に戻った。
- 名古屋で幇間になる、「桜川三平」と改名。
- 1941年 - 二ツ目として文楽一門で出直す。
- 1946年3月 - 真打昇進、「四代目月の家圓鏡」を襲名。
- 1953年3月 - 「七代目橘家圓蔵」を襲名。
- 1978年
  - 5月 - 落語協会を脱退、落語三遊協会所属となる。
  - 10月 - 落語協会に復帰。
- 1980年5月 - 死去。

## 人物
三遊亭圓丈によると楽屋で弟子や前座を捕まえては「あのね〜お前ダメだよ」などと小言を言っていたため、楽屋内では「あのねの圓蔵」と呼ばれていたという。
1978年の落語協会分裂騒動では、前述の通り、騒動の当事者である六代目三遊亭圓生から「圓蔵」の名跡を拝借していた関係もあり、必然的に一門が圓生側（落語三遊協会）に引き込まれる形となった。圓蔵は落語三遊協会においては圓生に次ぐナンバー2の副会長となり、思いがけず重役に就いたことから、設立会見でははしゃいでいたとされる。しかし、この騒動では一門のうち、二番弟子（実質的な惣領弟子）である五代目月の家圓鏡（後の八代目圓蔵）一門は従ったものの、筆頭弟子である初代林家三平は圓生との落語観などを巡って齟齬があったことで距離を置いていたことから、三平一門は落語協会に残留することとなった。
しかし、落語三遊協会に対して都内の定席寄席のいずれもが出演差し止めを決めるなど強硬的な姿勢を見せたことから、落語三遊協会内も結束が揺らぐ形となり、古今亭志ん朝一門とともに降参する形で落語協会へ復帰を決断した。圓蔵一門が落語協会復帰へ仲介役を果たしたのが弟子の圓鏡と落語協会に残留した三平であり、寄席席亭による三遊協会の出入差し止めの決定が出されたのを聞いて、圓蔵は即座に三平に連絡して落語協会へ復帰できるように幹部への口利きを頼んでいる。同年6月初頭に寄席関係者による調停会議が行われ、出席した圓蔵と志ん朝は落語協会幹部連の前で謝罪した。この際、寄席出演を巡って苦渋の決断で復帰した志ん朝には幹部は同情的であったが、無節操な振る舞いを見せた圓蔵に対しては冷ややかな視線を浴びせ、一部からは「幻の副会長」を略した「"まぼふく"の圓蔵」と揶揄されていたという。

## 演目
得意演目は圓鏡時代は新作落語主体で、『女中志願』『国訛り』など。
圓蔵時代は大ネタの『芝浜』『子別れ』を演じた。

## 一門弟子
- 初代林家三平 - 七代目林家正蔵死去に伴い移籍
- 八代目橘家圓蔵
- 橘家圓平
- 九代目桂文楽 - 八代目桂文楽死去に伴い移籍
- 橘家三蔵
- 橘家二三蔵 - 八代目桂文楽死去に伴い移籍
- 橘家米蔵 - 内輪、音曲師

### 移籍
- 桂文平 - 八代目桂文楽死去に伴い移籍し、七代目圓蔵死後は八代目橘家圓蔵門下へ
- 橘家竹蔵 - 七代目圓蔵死後は八代目橘家圓蔵門下へ
- 橘家六蔵 - 七代目圓蔵死後初代林家三平門下へ移籍し、三平死後は林家こん平門下へ

## 演じた俳優
- 矢崎滋（2006年放送のテレビ東京系ドラマ「林家三平ものがたり おかしな夫婦でどーもスィマセーン!」）

## 著書・評伝
- 橘家圓蔵『てんてん人生』木耳社、1967年。doi:10.11501/2513246。
  - （復刻版）橘家円蔵『てんてん人生: 伝記・橘家円蔵』大空社〈伝記叢書 290〉、1998年。ISBN 4756805019。
- 山口正二『聞書き橘家圓蔵』青蛙房、1981年。doi:10.11501/12438333。
  - （新装改訂版）山口正二『聞書き七代目橘家圓蔵』青蛙房、2003年。ISBN 4790502910。

## 音源
- CD倶楽部名人会 67（エニー、FZCG-40431）しめこみ・紀綿散・あんま小僧・浮世風呂を収録
- 古典落語の巨匠たち－寄席の噺　ホールの噺－
- 東西名人揃いぶみ第二巻（ポニーキャニオン、PCCG-01141）紙屑屋を収録